# Riksorganisationen auktoriserade dramapedagoger
Riksorganisationen auktoriserade dramapedagoger (RAD) är en förening som bland annat beviljar auktorisation, värnar om dramapedagogisk kompetens och verkar för medlemmarnas yrkesmässiga intressen, bland annat i kontakt med myndigheter, organisationer, institutioner och näraliggande yrkesgrupper. Andra uppgifter är att informera om dramapedagogik, stimulera till debatt och diskussion om drama samt främja och stödja forskning inom dramaområdet. 
RAD gav ut tidskriften DramaForum 2004-2016, driver hemsidan www.dramapedagogen.se samt anordnar kompetensutveckling.